# Круговий удар ногою

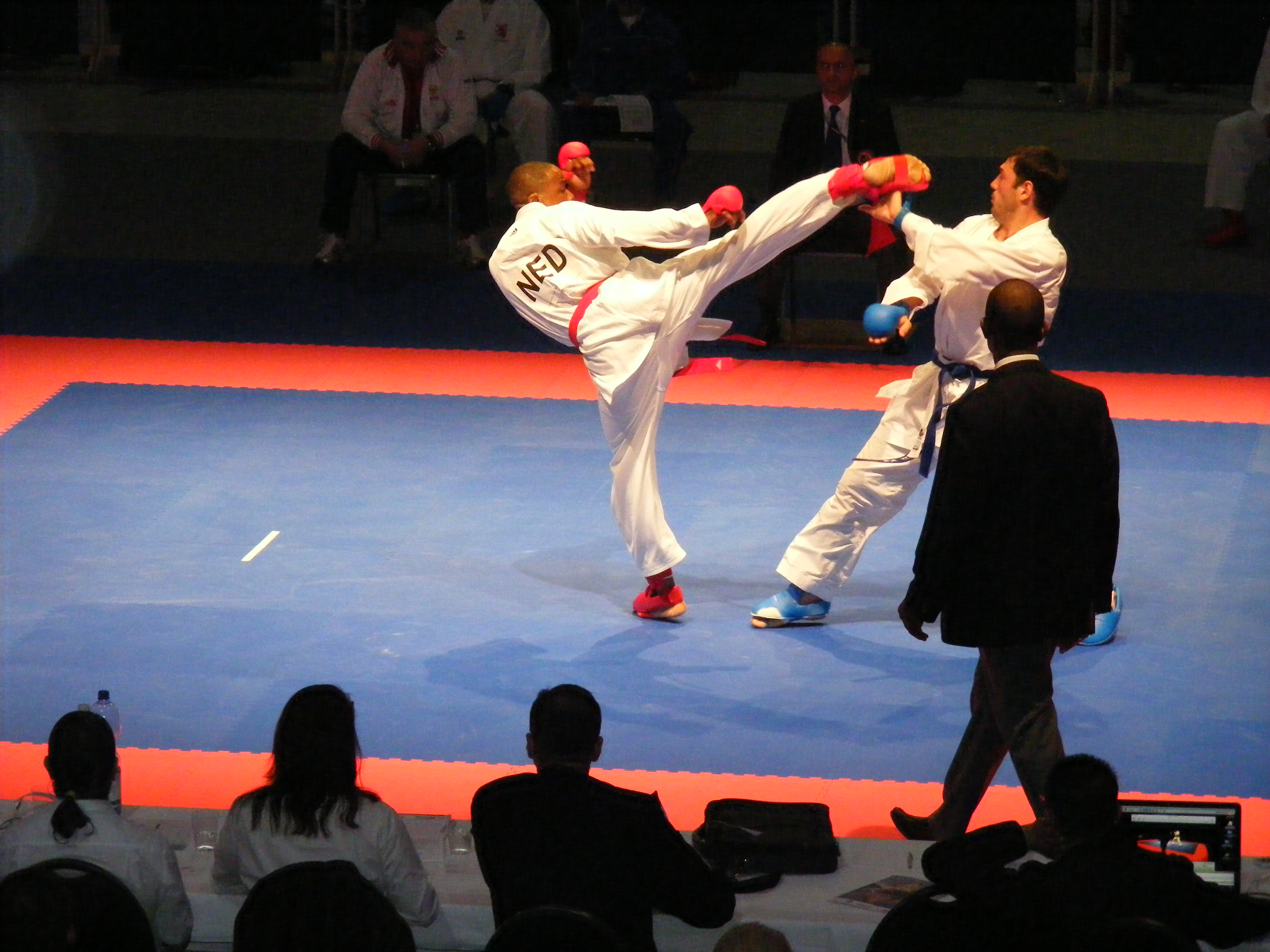
Круговий хай-кік у карате.

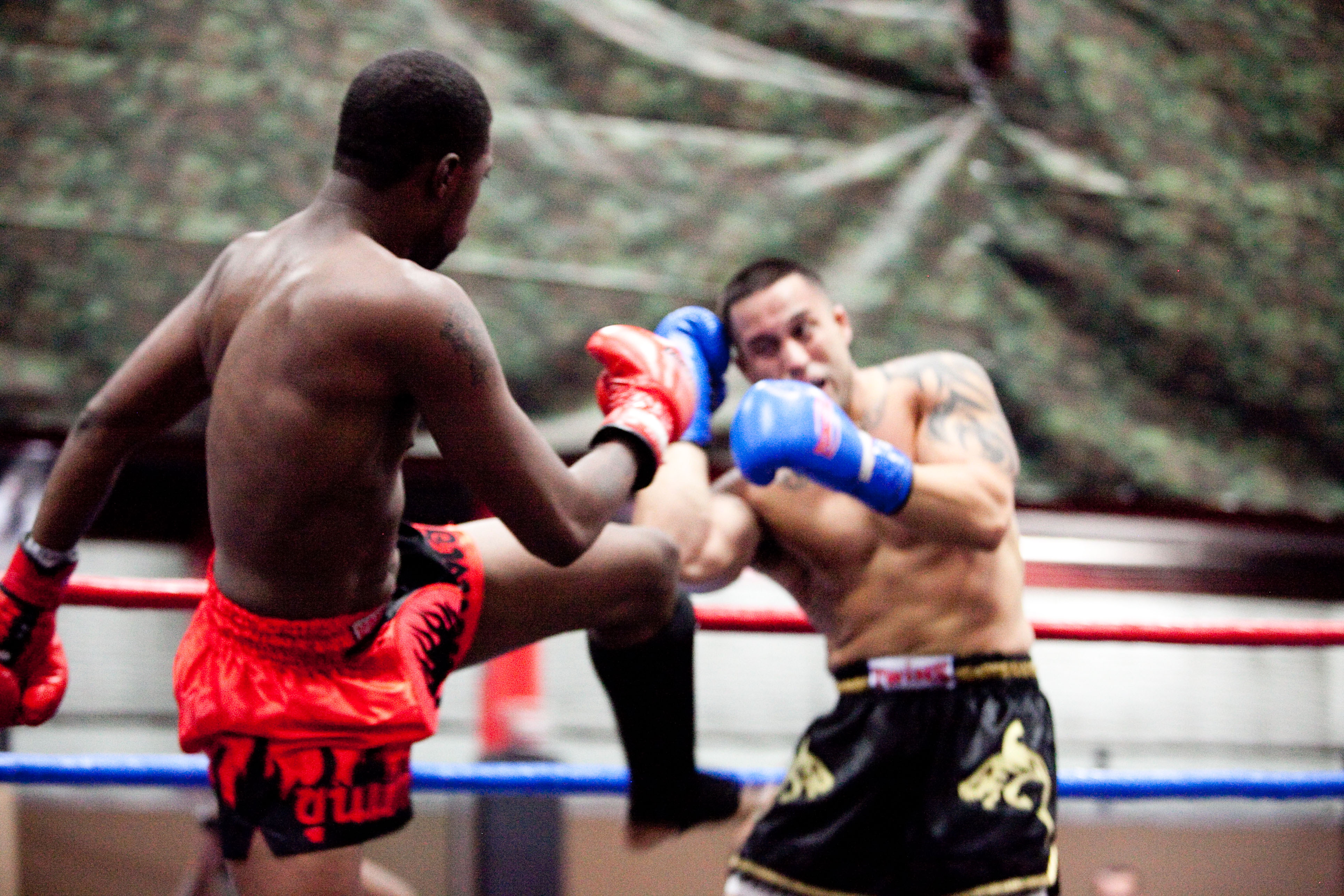
Круговий мідл-кік у тайському боксі.

Круговий удар ногою у реслінгу.

Круговий удар ногою — це довгий фланговий удар ногою, що відрізняється великою амплітудою й круговою траєкторією завдання. Удар належить до основних елементів ударної техніки таких бойових мистецтв, як ушу, карате, тхеквондо, муай-тай, кікбоксинг та інших. 
Удар найчастіше виконується різнойменною ногою (з лівобічної стійки — правою, з правобічної — лівою). Техніка виконання може дещо відрізнятись в залежності від традицій бойового мистецтва, але загалом зводиться до наступного: дальня від суперника нога (перед виконанням удару дещо зігнута в коліні, в момент завдання удару — випрямлена) круговим рухом викидається по дузі в ціль, в процесі виконання вага тіла переноситься на опорну ногу, стопа якої розвертається п'ятою в напрямі удару. Круговий удар ногою не обмежує бійця у виборі ударної поверхні: удар може наноситися стопою (носком, п'ятою, підйомом стопи), гомілкою чи коліном. Також удар не обмежує вибір зони ураження, оскільки з круговою траєкторією може виконуватись і лоу-кік, і мідл-кік, і хай-кік.

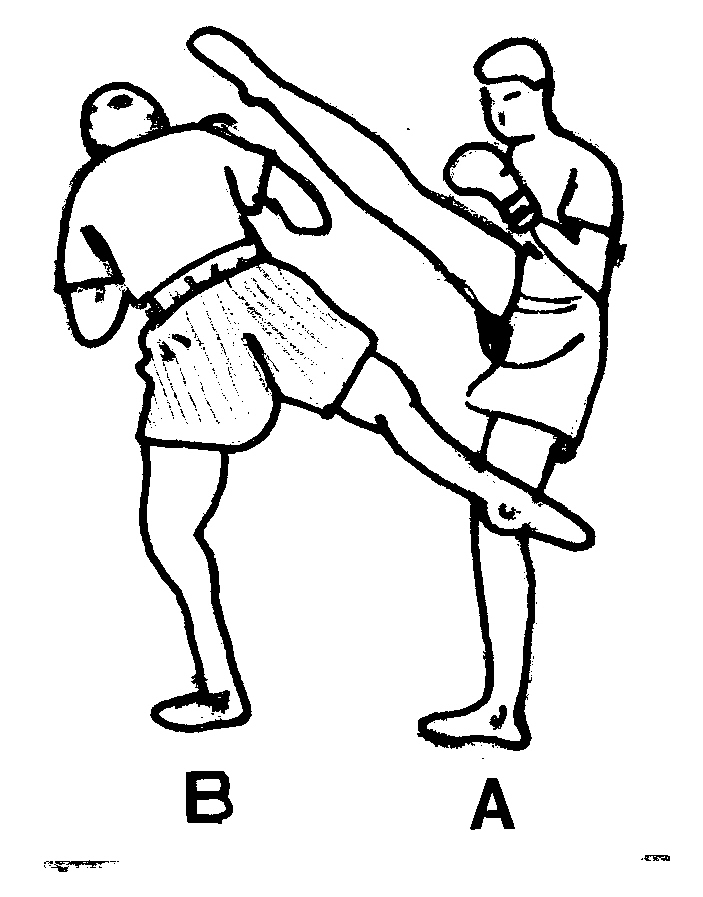
Круговий лоу-кік в опорну ногу
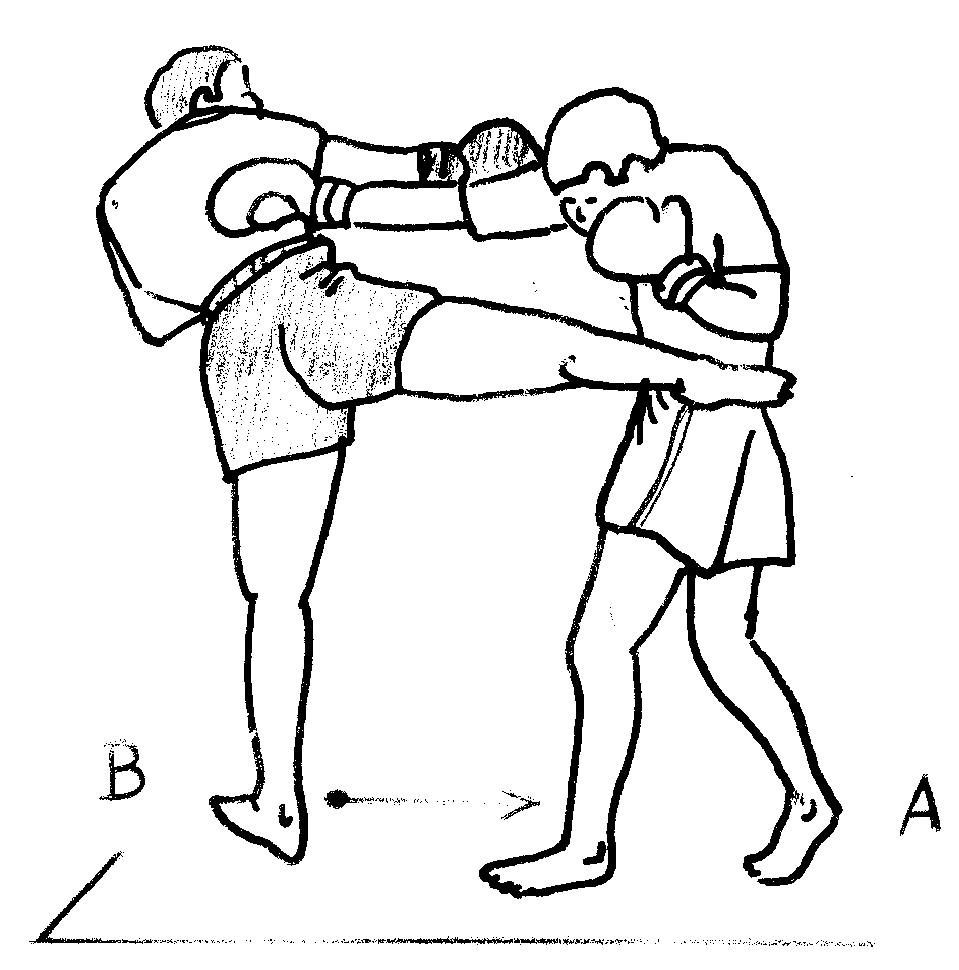
Круговий мідл-кік правою ногою
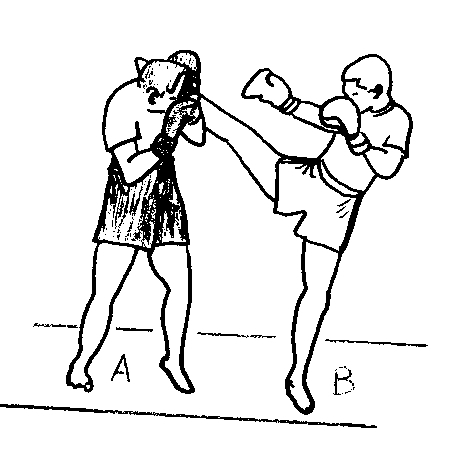
Круговий хай-кік правою ногою

Поширені назви удару:
- в кікбоксингу — раундхаус кік (англ. roundhouse kick);
- в карате — мавасі ґері (яп. 回し蹴り);
- в тхеквондо — долльо чаґі (кор. 돌려 차기);
- в ушу — вай бай (кит.: 外摆);
- в муай-тай — тех туд (тай. เตะตัด);
- в капоейрі — мартелу (порт. martelo).